# デルマトーム
デルマトーム（英語: dermatome）とは、皮膚分節とも呼ばれ、任意の脊髄神経の後根から伸びる求心性神経線維が主に支配する皮膚感覚の領域を指す。

## 概要
8本の頚神経（C1はデルマトームを持たない例外）、12本の胸神経、5本の腰神経および5本の仙骨神経が存在する。これらの神経は、それぞれ皮膚の特定の部位から脳へ感覚（痛覚を含む）を伝える。
また、胚における体節の一部を指す言葉としても使用されている。
胸部と腹部においては、人間を形作る円盤を積み重ねたようなデルマトームを形成し、それぞれ異なる脊髄神経によって支配されている。腕と脚ではパターンが異なり、デルマトームは四肢に沿って縦方向に支配領域が走っている。一般的なパターンはすべての人間においてほぼ同じであるが、正確な神経支配領域は、指紋のように個人によって異なる。
ひとつの神経に支配された皮膚の領域を末梢神経領域と呼ぶ。

## 語源
「dermatome」という単語は、古代ギリシア語の「δέρμα」（「skin, hide」＝「皮膚、皮」）と「τέμνω」（「cut」＝「切る」）から形成されている。

## 臨床的意義
デルマトームとは、脊髄神経節から伸びる感覚ニューロンによって支配される皮膚感覚の領域である。あるデルマトームに沿った症状（例：痛みや発疹など）は、関連する神経根に関わる病態を示す場合がある。例えば、脊椎の体性機能障害やウイルス感染などが挙げられる。ある種の皮膚疾患では、病変がデルマトームの方向に沿って生じる傾向がある。

### 関連痛

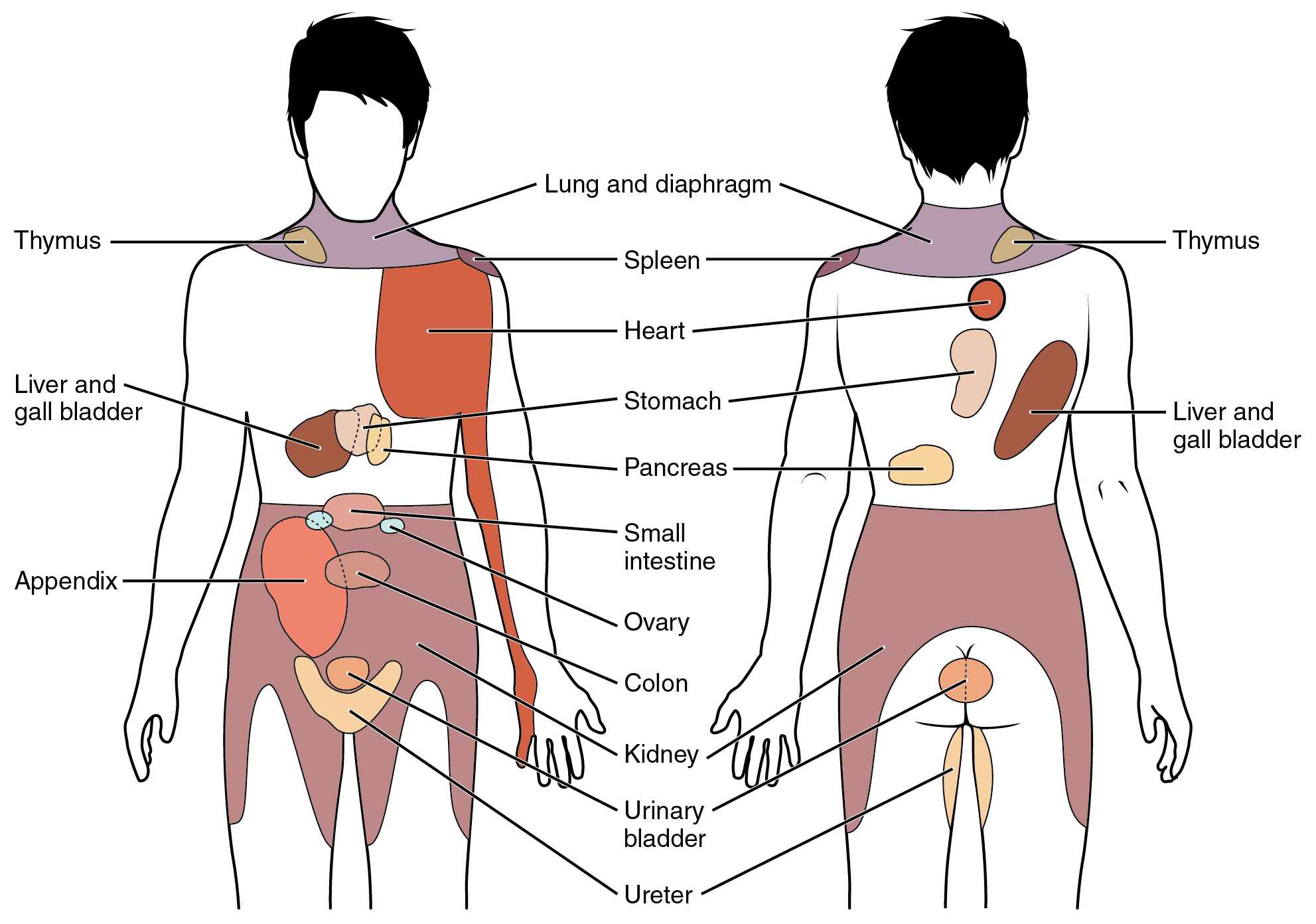
関連痛:内臓感覚において感じることが可能な知覚は、感覚の発生源ではない身体の特定の部位と関連付けられる。内臓感覚による関連痛の中には、脊髄の同じレベルに線維を伸ばすデルマトームと関係性がみられるものがある。

関連痛では、デルマトームに応じた感覚神経線維が、心臓からの一般内臓性求心性線維と同じ脊髄レベルで一緒になることがある。そのため、一般内臓性求心性線維が刺激されると、中枢神経系はその痛みが体壁から来るのか内臓から来るのかがはっきりしないので、左腕や手の痛み、顎の痛みなど体壁のどこかから来る痛みとして認識する。つまり、痛みは同じような脊髄分節において関連するデルマトームから「参照」されていることになる。
神経節に潜伏するウイルス（水痘や帯状疱疹の原因となる水痘・帯状疱疹ウイルスなど）は、デルマトームに沿ったパターン（帯状疱疹パターン）で痛みや発疹、またはその両方を引き起こすことも多い。ただし、必ずしもデルマトームにおけるそれぞれの分節全体に症状が現れるわけではない。

## 重要なデルマトームと解剖学上の目印
以下は、脊髄神経と、各神経におけるデルマトームが属する皮膚領域で特徴となる身体的な部位の一覧である。

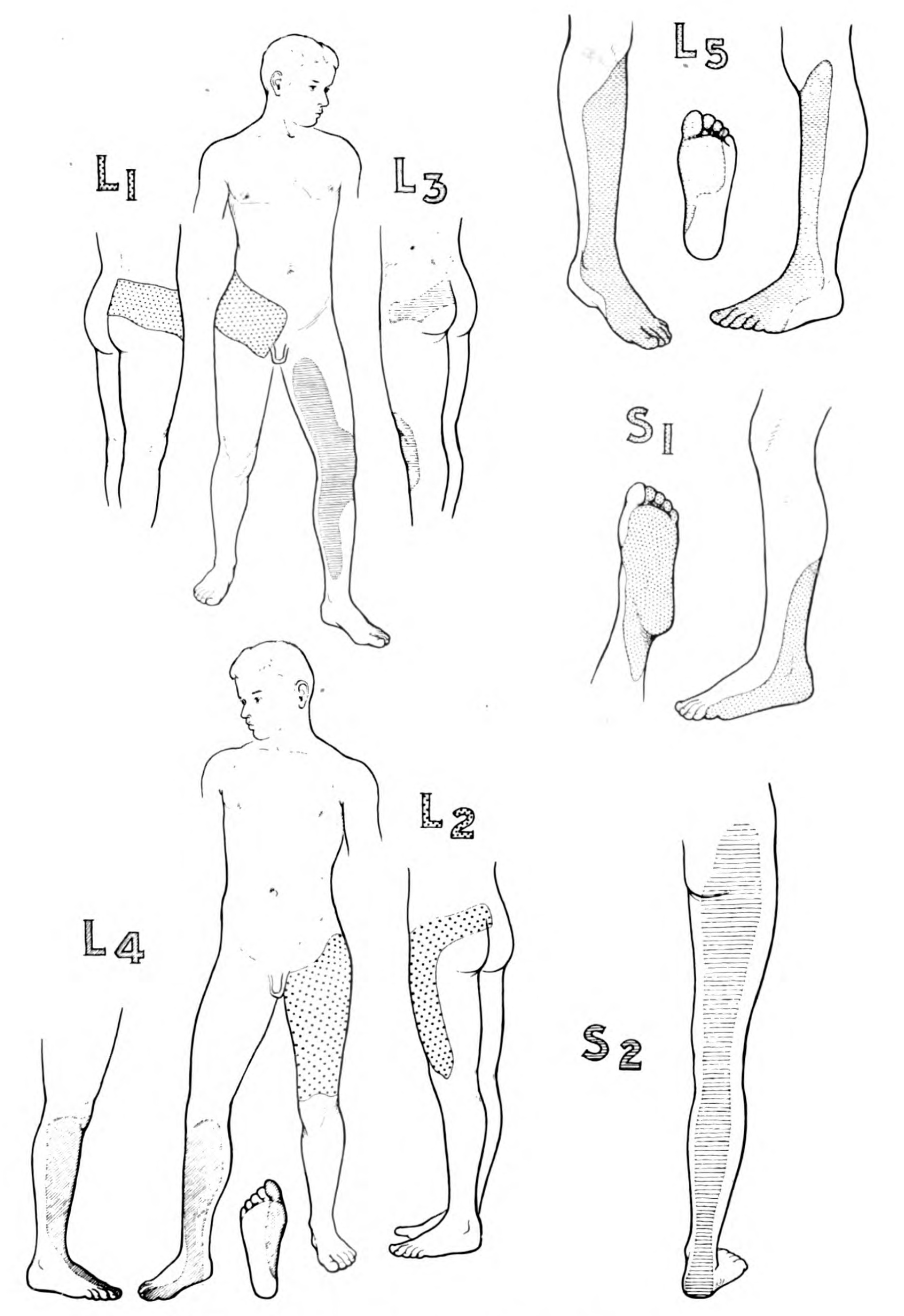
Dermatomes of the lower limb (modified, from Fender, after Foerster)

### 頸神経
- C2 - 頭蓋骨の付け根（英語版）にある外後頭隆起から1cm以上外側。または、耳の後ろ3 cm (1.2 in)以上の位置。
- C3 - 鎖骨上窩（英語版）で、鎖骨中線辺り。
- C4 - 肩鎖関節（英語版）の上。
- C5 - 肘のすぐ近位で、肘前窩（英語版）の外側（橈骨側）。
- C6 - 親指の近位指骨の背側表面上。
- C7 - 中指の近位指骨の背側表面上。
- C8 - 小指の近位指骨の背側表面上。

### 胸神経
- T1 - 上腕骨内側上顆（英語版）のすぐ遠位で、肘前窩（英語版）の内側（尺側）。
- T2 - 腋窩の頂点。
- T3 - 鎖骨中線と第3肋間（英語版）との交点。
- T4 - 鎖骨中線と第4肋間との交点で、乳首の高さに位置する領域。
- T5 - 鎖骨中線と第5肋間との交点で、乳首の高さと剣状突起の高さの中間で水平の位置。
- T6 - 鎖骨中線と剣状突起の水平レベルでの交点。
- T7 - 剣状突起の高さから臍の高さまでの距離の1/4で鎖骨中線と水平の交点。
- T8 - 鎖骨中線と、剣状突起の高さから臍の高さまでの距離の1/2の位置の水平面が交差する位置。
- T9 - 剣状突起の高さから臍の高さまでの距離の4分の3において、鎖骨中線と水平レベルとの交差点。
- T10 - 鎖骨中線と、臍の水平レベルとの交点。
- T11 – 臍の高さと鼠径靭帯の高さの中間の水平レベルで、鎖骨中線が交差する位置。
- T12 - 鎖骨中線と鼠径靭帯の中点との交点。

### 腰神経
- L1 - T12とL2の重要な感覚点の中間点[要説明]。
- L2 - 大腿前内側で、鼠径靭帯の中点と大腿骨内側上顆（英語版）を結ぶ線の中点の位置。
- L3 - 大腿骨の内側上顆（英語版）。
- L4 - 内果（英語版）。
- L5 - 第3中足趾節関節の足背（英語版）。

### 仙骨神経
- S1 - 踵骨の外側。
- S2 - 膝窩の中点。
- S3 - 坐骨結節（英語版）、または内殿溝。
- S4とS5 - 肛門周囲で、粘膜皮膚移行部（英語版）の外側1cm未満の部分

## 顔面

### 三叉神経
顔面の感覚を司る脳神経の一覧は以下の通り：
- V1（三叉神経第1枝）；眼神経 - 眼部帯状疱疹（英語版）と関連する
- V2（三叉神経第2枝）；上顎神経
- V3（三叉神経第3枝）；下顎神経

※第VII脳神経である顔面神経は、顔面（主に表情筋）の運動を司る。

## その他の画像

Diagram of segmental distribution of the cutaneous nerves of the right upper extremity.
Lower limb.
Foot.
Major dermatomes and cutaneous nerves (anterior view).
Major dermatomes and cutaneous nerves (posterior view).